# Sylvain Kieffer
Sylvain Kieffer, né le 6 juillet 1983, est un handballeur franco-algérien évoluant au poste d'ailier droit au Chartres Métropole Handball 28.
À la différence de la plupart des joueurs, Sylvain Kieffer ne passe pas par un centre de formation. Il monte les échelons un à un, dans la région lyonnaise, avant de découvrir le professionnalisme, au HBC Nantes , à l'âge de 23 ans. Il fait ensuite trembler les filets avec l'Angers Noyant Handball, l'US Saintes et les Girondins de Bordeaux en D2, où l'histoire s’achève sur un dépôt de bilan. Il rebondit au Chartres MHB 28 avec qui il monte en D1 dès la première saison.

## Biographie
Originaire de Vaulx-en-Velin, Sylvain Kieffer ne découvre le professionnalisme qu'à 23 ans. Il joue alors au Vénissieux handball, en Nationale 2. Le HBC Nantes, en Division 2, perd ses deux ailiers droits et son ami Anthony Lambert parle de lui au coach nantais, Stéphane Moualek, qui se renseigne alors sur Kieffer. Il débarque finalement sans faire d’essai en D2. L’aventure ligérienne qui ne dure qu’une saison, puisqu’il répond aux sollicitations du Angers Noyant HB, écartant l’offre nantaise. Son choix n'est pas payant puisque, la saison suivante, Angers descend en Nationale 1 alors que Nantes est promu en Division 1.
En 2008, Kieffer arrive à l'US Saintes. En sus de son statut de titulaire indiscutable, il prend aussi la gestion des -16 ans, génération qu'il suit en -18 ans en championnat de France les années suivantes. Il passe quatre bonnes saisons qui se termine sur une liquidation en 2012. Il reste néanmoins une année de plus en Nationale 1 pour respecter son engagement auprès des moins de 18 ans.
En 2013, après cinq ans à Saintes, Kieffer rejoint les Girondins de Bordeaux HBC. Malgré une bonne saison sur le plan individuel, Sylvain Kieffer se retrouve sans club après le dépôt de bilan des Girondins.
Visant la montée en LNH, le Chartres MHB 28 l'enrôle pour la saison 2014-2015.

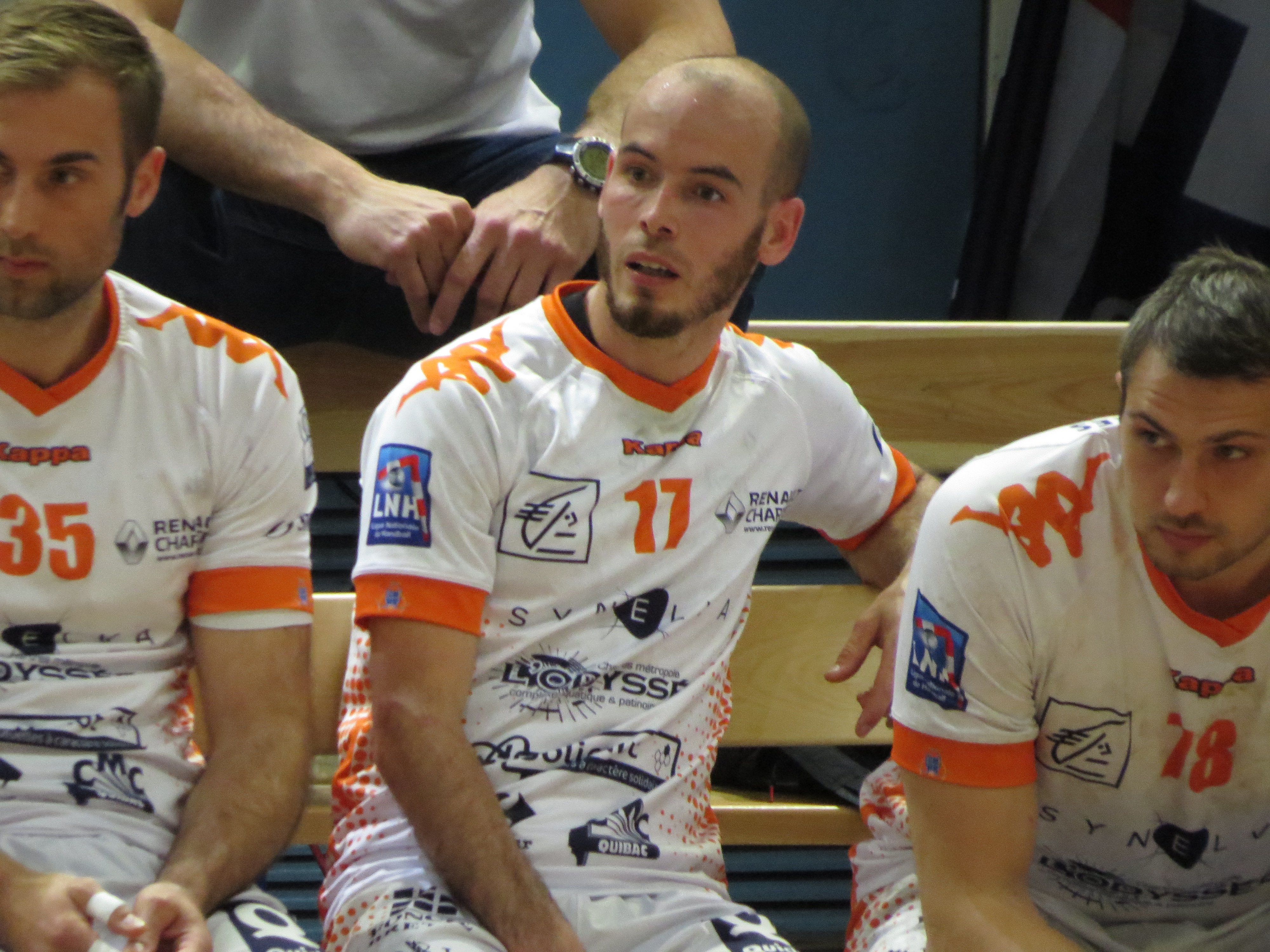
Kieffer (centre) en LNH 2015-2016.

À 32 ans, Sylvain Kieffer est l’une des révélations de la première moitié de championnat en LNH 2015-2016. Ses bonnes performances lors des quatre premiers mois de la saison sont récompensées par une sélection au Hand Star Game en décembre 2015, en compagnie des meilleurs joueurs du championnat. Pour cette occasion, il est le remplaçant de Luc Abalo. Alors qu'il n'a encore jamais foulé les parquets de D1, il y fait immédiatement des étincelles. Il est, à la trêve, le meilleur buteur du CMHB28 avec 69 réalisations, dont un tiers sur penalties. Un total qui le place aussi dans le top 10 du championnat (8e).
Obtenant la double nationalité franco-algérienne, il rejoint les Fennecs fin décembre 2015, en Serbie, pour un stage de préparation à la CAN, programmée fin janvier, en Égypte. Doublure de Redouane Saker, il est dans le groupe des 16 à chaque match mais n'entre pas toujours en jeu. Les Algériens obtiennent la 4e place synonyme de non-qualification au Mondial 2017, l'objectif au début de la compétition.
Début 2017, arrivant en fin de contrat, il prolonge de deux saisons à Chartres.

## Style de jeu
Sur le terrain, il est un leader, dans le vestiaire, il assure l'ambiance. Joueur spectaculaire et régulier, Kieffer réussi à imposer son gabarit de jockey : 1,69 m pour 62 kg qui fait souvent de lui le plus petit et le plus léger du championnat. Ailier droit, ses atouts sont sa vitesse et sa tonicité. « C’est un ailier atypique, puisqu’il prend souvent appui sur sa jambe gauche, ce qui perturbe les gardiens. Il ne saute pas forcément très haut, mais tire assez rapidement », décrit Nebojša Grahovac, son gardien à Chartres.

## Palmarès
Sélection nationale
- 4e place au Championnat d'Afrique 2016 ( Égypte)

Clubs
- Vainqueur du Championnat de France de deuxième division en 2019

## Vie privée
Pensant à la sélection algérienne, Kieffer obtient la double nationalité fin 2015. « L'Algérie, c'est mes racines, raconte le papa d'un petit Mahiedine. C'est une partie de ma culture puisque j'ai un grand-père algérien et que ma femme est aussi originaire de là-bas ». Au retour de sa première compétition internationale début 2016, il déclare : « la sélection algérienne, j'y pensais, j'en rêvais. J'ai des origines algériennes du côté de ma mère, de mon grand-père maternel. Je suis Français, né en France, j'ai un prénom bien français ce qui ne m'empêche pas de me sentir très proche de l'Algérie. Ce pays, c'est la moitié de mon cœur. À 32 ans, j'ai pris la double nationalité pour pouvoir porter le maillot et défendre les couleurs de l'Algérie ».